# Matthias Weniger
Matthias Weniger (* 1962) ist ein deutscher Kunsthistoriker und Museumskurator.

## Leben
Er studierte Kunstgeschichte in Berlin, Bonn und Barcelona. 1996 wurde er an der Christian-Albrechts-Universität zu Kiel mit einer Arbeit über die nördlich geschulten Maler am spanischen Hof Isabellas I. promoviert. Von 1997 bis 2000 war Weniger bei den Staatlichen Museen zu Berlin angestellt und ab 2001 an der Gemäldegalerie Alte Meister in Dresden. Seit 2003 ist er wissenschaftlicher Mitarbeiter am Bayerischen Nationalmuseum in München und für die Bestände Skulptur und Malerei vor 1550 verantwortlich. An der Ludwig-Maximilians-Universität hatte Weniger in der Vergangenheit Lehraufträge inne.
Matthias Weniger forscht und publiziert zu Skulptur und Malerei im Spätmittelalter, insbesondere in Böhmen, Süddeutschland und Spanien. Daneben stellen spanische Malerei der Neuzeit und deutsche Sammlungsgeschichte Forschungsschwerpunkte dar.

## Schriften (Auswahl)
- mit Robert Suckale: Malerei der Gotik. Taschen, Köln u. a. 1999.
- mit Klaus Krüger, Hartmut Krohm (Hrsg.): Entstehung und Frühgeschichte des Flügelaltarschreins. Berlin 2001.
- mit Hartmut Krohm, Uwe Albrecht (Hrsg.): Malerei und Skulptur des späten Mittelalters und der frühen Neuzeit in Norddeutschland. Künstlerischer Austausch im Kulturraum zwischen Nordsee und Baltikum. Reichert, Wiesbaden 2004.
- Greco, Velázquez, Goya. Spanische Malerei aus deutschen Sammlungen. Ausstellungskatalog. Prestel, München 2005.
- (Bearb.): Die Sammlung Bollert. Bildwerke aus Gotik und Renaissance (= Kataloge des Bayerischen Nationalmuseums. N. F. Band 2). Hirmer, München 2005.
- mit Markus T. Huber: Gotische Wandbilder in Schildthurn, Neumarkt sowie Burgkirchen am Wald und die Salzburger Malerei um Conrad Laib. In: Österreichische Zeitschrift für Kunst und Denkmalpflege 63 (2009), S. 183–195.
- Sittow, Moros, Juan de Flandes. Drei Maler aus dem Norden am Hof Isabellas der Katholischen. Ludwig, Kiel 2011.
- Bestandskatalog Spanische Malerei. Gemäldegalerie Alte Meister, Staatliche Kunstsammlungen Dresden (= Bestandskataloge der Gemäldegalerie Alte Meister, Staatliche Kunstsammlungen Dresden). Prestel, München 2012.
- Die geschnitzten Jesuskinder der deutschen Spätgotik. In: Christoph Kürzeder (Red.): Seelenkind. Verehrt, verwöhnt, verklärt. Das Jesuskind in Bayerns Frauenklöstern. Ausstellungskatalog. Freising 2012, S. 28–37.
- Bernt Notke. Enigma trotz Erfolg. In: Jan Friedrich Richter (Hrsg.): Lübeck 1500. Kunstmetropole im Ostseeraum. Ausstellungskatalog. Imhof Verlag, Petersberg 2015, S. 81–90.
- Tilman Riemenschneider. Die Werke im Bayerischen Nationalmuseum. Imhof Verlag, Petersberg 2017.
- Michel Sittow. An Artist’s Career between the Hanseatic City of Tallinn and the Princely Courts of Europe. In: John Oliver Hand, Greta Koppel (Hrsg.): Michel Sittow. Estonian painter at the Courts of Renaissance Europe. Ausstellungskatalog. London 2017, S. 27–38.
- Peter Dell der Ältere und Hans Leinberger. In: Claudia Lichte (Hrsg.): Peter Dell der Ältere. Zwischen Riemenschneider und Reformation. Ausstellungskatalog. Würzburg 2017, S. 67–88.
- Skulptur in Bayern um 1500. Grassers Zeitgenossen und Konkurrenten. In: Renate Eikelmann, Christoph Kürzeder (Hrsg.): Bewegte Zeiten. Der Bildhauer Erasmus Grasser (um 1450–1518). Ausstellungskatalog. Hirmer, München 2018, ISBN 978-3-7774-3057-7, S. 103–120.
- Die Bildwerke des Crailsheimer Hochaltarretabels. In: Helga Steiger (Hrsg.): Der Altar der Crailsheimer Johanneskirche. Ein Kunstwerk aus der Werkstatt Michael Wolgemuts (= Arbeitsheft des Landesamtes für Denkmalpflege. Band 40). Ostfildern 2020, S. 105–118.
- Preetz und Prag. Zum Fragment eines Vesperbildes in der Klosterkirche. In: Klaus Gereon Beuckers, Oliver Auge (Hrsg.): Kloster Preetz im Mittelalter. Beiträge zu Geschichte, Kunst- und Musikgeschichte (= Forschungen zu Kloster und Stift Preetz. Band 3). Ludwig, Kiel 2024, S. 359–375.